# P.T. Astra International
P.T. Astra International, ook wel PT Astra Daihatsu Motor, is een Daihatsufabriek in Indonesië, die aan de Jalan Gaya Motor III in de hoofdstad Jakarta is gevestigd. 

## Geschiedenis
De fabriek werd in 1992 opgericht door P.T. Astra International Tbk. In 1999 werd hier de Daihatsu Taruna voorgesteld, zeven jaar later de nieuwe Xenia.

## Geassembleerde modellen
- Ceria (tweelingbroer Perodua Kancil)
- Taruna
- Xenia
- Zebra

### Vroeger
- Ceria (tweelingbroer Mira III)
- Delta
- Taft / Rocky (tweelingbroer Rugger)
- YRV